# Spirama
Spirama é um gênero de traça pertencente à família Arctiidae.